# لويجي كوستا
لويجي كوستا (1 يناير 1894 - ) هو لاعب كرة قدم إيطالي.